# ジェシー・パレテ
ジェシー・パレテ(Jesse Parete、1993年4月20日 - ）は、ジャパンラグビートップリーグキヤノンイーグルスに所属するラグビー選手。

## プロフィール
- ニュージーランド・ハウェラ出身[1]。
- ポジションはロック(LO)、ナンバーエイト(No8)。
- 身長 196cm、体重 105kg

## 略歴
タラナキ、ベイ・オブ・プレンティ、チーフス、ハイランダーズを経て、2020年、キヤノンイーグルスに加入。
2021年2月21日にジャパンラグビートップリーグ第1節NTTドコモレッドハリケーンズ戦に先発出場で日本での公式戦初出場を果たす。